# Nick Scott
Nicholas Michael Scott (Lancaster, Pensilvania, 17 de mayo de 1995) más conocido como Nick Scott, es un jugador profesional estadounidense de fútbol americano que se desempeña en la posición de safety en Cincinnati Bengals, equipo de la National Football League (NFL).

## Carrera
Fue seleccionado en la séptima ronda en la Reunión Anual de Selección de Jugadores de la NFL de 2019. Hizo su debut profesional con el equipo Los Angeles Rams, en el cual jugó cuatro temporadas (2019-2023), luego pasó a Cincinnati Bengals, donde lleva jugando una temporada.